# Lamiopsis tephrodes
Lamiopsis tephrodes – gatunek rekina z rodziny żarłaczowatych (Carcharhinidae). Dorosłe osobniki dorastają do 1,3 m długości.

## Taksonomia
Gatunek ten opisał amerykański zoolog Henry Weed Fowler w 1905 roku jako Carcharhinus tephrodes. Leonard Compagno w 1984 roku uznał, że jest to synonim Lamiopsis temminckii. W 2010 roku White i inni, potwierdzili ważność tego taksonu.

## Występowanie
Fragmentaryczne dane wskazują, że L. tephrodes występuje w indonezyjskich tropikalnych wodach od Półwyspu Malajskiego na północy, poprzez Borneo, po Jawę na południu. Prawdopodobnie jego zasięg występowania jest większy (od południowych wybrzeży Chin po Australię), jednakże brak potwierdzonych informacji na ten temat.